# Salih Sivčević
Salih-efendija Sivčević (1885 Vražići, Brčko, Bosna a Hercegovina – 1943 Tuzla, Nezávislý stát Chorvatsko) byl bosenskohercegovský islámský duchovní bosňáckého původu.

## Životopis
Vyšší islámskou školu, medresu (Čačak medresa), absolvoval v Brčku, univerzitu navštěvoval v Instanbulu. Na přelomu let 1921 a 1922 se vrátil do vlasti a 14. ledna 1922 získal místo učitele, muderrise, v tuzlanské Behram-begově medrese. V lednu 1929 se stal členem ulema-medžlisu, nejvyšší rady duchovních Islámského společenství v Bosně a Hercegovině, ale již 2. května 1930 byl po reorganizace společenství a jeho bezprostřednímu podřízení jugoslávské vládě propuštěn. Následně byl 8. října 1930 znovu přijat za muderrise Behram-begovy medresy. Po obnovení autonomie Islámského společenství byl 16. května 1938 opětovně zvolena za člena ulema-medžlisu. Na postu muderrise a člena ulema-medžlisu zůstal až do smrti.